# Eudistoma banyulense
Eudistoma banyulense är en sjöpungsart som först beskrevs av Brément 1912.  Eudistoma banyulense ingår i släktet Eudistoma och familjen Polycitoridae. Inga underarter finns listade i Catalogue of Life.